# 佩特魯申
51°38′59″N 31°21′1″E / 51.64972°N 31.35028°E
佩特魯申（烏克蘭語：Петрушин）是位於烏克蘭北部切爾尼希夫州裏切爾尼希夫區的村莊，始建於1623年，面積1.89平方公里，海拔高度123米，2001年人口741，人口密度每平方公里391.9人